# Lemon Tree
«Lemon Tree» (с англ. — «Лимонное дерево») — песня немецкой поп-рок-группы Fool’s Garden из альбома Dish of the Day, выпущенная синглом в 1995-м и ставшая основным международным хитом в 1996. Сингл достиг 26-й позиции в британских чартах и несколько недель держался на первой позиции в Германии. Также достиг первой позиции и в Ирландии, где Dustin the Turkey даже выпустил пародию на песню под названием «Christmas Tree»; кроме того, четыре недели сингл продержался в чартах Нидерландов. Певица Тарси Су выпустила каверы песни и на севернокитайском, и на кантонском языках.
Группа также заранее записала новую версию песни для своего сборника 2009 года High Times — The Best of Fools Garden. Также для этого альбома были перезаписаны синглы «Wild Days» и «Suzy».

## Создание
Вокалист группы Петер Фройденталер рассказывал, как он сидел в родном поселке и ждал девушку в воскресный день, в комнате стояло пианино, лил дождь, а она все не шла (первый куплет песни). Чтобы скоротать время, он начал играть на пианино и напевать: «I wonder how I wonder why», и через 10—15 минут песня сочинилась сама собой. В его саду было лимонное дерево, и именно оно служило своеобразным источником вдохновения, отсюда и название.

## Список композиций
Слова и музыка всех песен — Фройденталера и Хинкеля.
| №  | Название     | Длительность |
| -- | ------------ | ------------ |
| 1. | «Lemon Tree» | 3:11         |
| 2. | «Finally»    | 4:29         |

| №  | Название                 | Длительность |
| -- | ------------------------ | ------------ |
| 1. | «Lemon Tree»             | 3:11         |
| 2. | «Finally»                | 4:29         |
| 3. | «Spirit '91 (dance mix)» | 4:11         |

## В записи участвовали
- Петер Фройденталер — вокал
- Томас Мангольд — бас-гитара
- Ralf Wochele — ударная установка
- Фолькер Хинкель — гитара
- Роланд Рель — клавишные
- Müller & Steeneck Stuttgart — обложка

## Чарты и сертификации
| Чарт(1995—1996)                        | Высшая позиция |
| -------------------------------------- | -------------- |
| Австралия (ARIA)                       | 31             |
| Австрия (Ö3 Austria Top 40)            | 1              |
| Бельгия/Фландрия (Ultratop 50)         | 2              |
| Бельгия/Валлония (Ultratop 50)         | 2              |
| Canada (Nielsen SoundScan)             | 10             |
| Czech Republic (IFPI CR)               | 7              |
| Denmark (IFPI)                         | 2              |
| Europe (Eurochart Hot 100)             | 4              |
| Финляндия (Suomen virallinen lista)    | 11             |
| Франция (SNEP)                         | 3              |
| Германия (GfK)                         | 1              |
| Hungary (Mahasz)                       | 4              |
| Iceland (Íslenski Listinn Topp 40)     | 1              |
| Ирландия (IRMA)                        | 1              |
| Italy (Musica e dischi)                | 5              |
| Нидерланды (Dutch Top 40)              | 10             |
| Нидерланды (Single Top 100)            | 12             |
| Новая Зеландия (Recorded Music NZ)     | 14             |
| Норвегия (VG-lista)                    | 1              |
| Poland (Music & Media)                 | 3              |
| Шотландия (OCC Scotland)               | 25             |
| Швеция (Sverigetopplistan)             | 1              |
| Швейцария (Schweizer Hitparade)        | 2              |
| Великобритания (OCC UK Singles)        | 26             |
| США (Billboard Bubbling Under Hot 100) | 13             |

| Чарт(2019)          | Высшая позиция |
| ------------------- | -------------- |
| Slovenia (SloTop50) | 44             |

| Чарт(1996)                         | Позиция |
| ---------------------------------- | ------- |
| Austria (Ö3 Austria Top 40)        | 9       |
| Belgium (Ultratop 50 Flanders)     | 13      |
| Belgium (Ultratop 50 Wallonia)     | 18      |
| Europe (Eurochart Hot 100)         | 7       |
| France (SNEP)                      | 8       |
| Germany (Official German Charts)   | 5       |
| Iceland (Íslenski Listinn Topp 40) | 4       |
| Netherlands (Dutch Top 40)         | 49      |
| Netherlands (Single Top 100)       | 65      |
| Sweden (Sverigetopplistan)         | 7       |
| Switzerland (Schweizer Hitparade)  | 4       |

| Регион | Сертификация | Продажи  |
| --- | ------------ | -------- |
| Австрия (IFPI Austria) | Золотой      | 25 000*  |
| Бельгия (BEA) | Золотой      | 25 000*  |
| Франция (SNEP) | Золотой      | 250 000* |
| Германия (BVMI) | Платиновый   | 500 000^ |
| Италия (FIMI) · sales since 2009 | Платиновый   | 70 000   |
| Новая Зеландия (RMNZ) | Платиновый   | 10 000*  |
| Норвегия (IFPI Norway) | Платиновый   |          |
| Швеция (GLF) | Золотой      | 25 000^  |
| Швейцария (IFPI Switzerland) | Платиновый   | 50 000^  |
| * Данные о продажах приведены только на основе сертификации. · ^ Данные о тиражах приведены только на основе сертификации. · Данные о продажах + прослушиваниях приведены только на основе сертификации. |              |          |

## Видеоклип
В клипе песни певец исполняет её в евроконтейнере, в котором 2 стены — стеклянные, и который сперва разгружают портовым краном, а потом возят на тягаче по городу. Ночь, и контейнер ярко освещён изнутри электрическим светом. Контейнер внутри обставлен как жилая комната: кресло, люстра, торшер, телевизор (по которому транслируется этот же клип).